# 3-Phenyl-1-propanol
3-Phenyl-1-propanol  ist eine chemische Substanz aus der Gruppe der Alkohole.

## Vorkommen

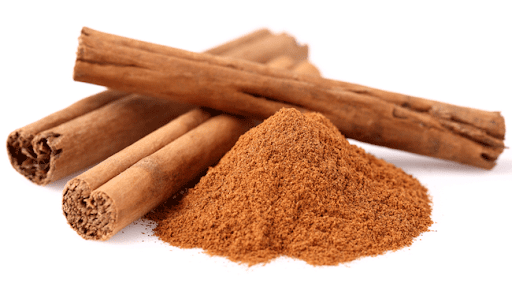
Zimt

Natürlich kommt 3-Phenyl-1-propanol in freier oder veresterter Form in Harzen und Balsamen (wie Benzoeharz oder Perubalsam) in Gewürzvanille, in Loquat, in Pilzen, wie Shiitake und Matsutake, in verschiedenen Früchten, wie Moosbeeren, Guave, Brombeeren, Heidelbeeren und der Amerikanischen Heidelbeeren, in Zimt sowie in Weißwein und Rum vor.

## Gewinnung und Darstellung
3-Phenyl-1-propanol kann durch Hydrierung von Zimtaldehyd oder Zimtalkohol gewonnen werden.

## Verwendung
3-Phenyl-1-propanol ist ein Aromastoff, mit einem blumigen, an Hyazinthen erinnernden Geruch.

## Sicherheitshinweise
3-Phenyl-1-propanol hat einen Flammpunkt bei 116,5 °C und eine Zündtemperatur von 430 °C.